# Château de Mathod
Le château de Mathod est situé dans la commune vaudoise homonyme, en Suisse.

## Histoire
Cette grande demeure du XVIIIe siècle d'inspiration palladienne présente une silhouette exceptionnelle dans le paysage artistique de Suisse romande, avec ses trois frontons curvilignes de tradition baroque évoquant aussi l'architecture hollandaise. Elle est située à l'entrée est du village en direction de Treycovagnes.
Anciennement, cette maison seigneuriale était une grosse bâtisse rectangulaire sans guère d'ornements. Propriété au début du XVIIIe siècle de familles patriciennes bernoises, telles les Wyss, puis Hiéronymus Thormann, elle a été acquise vers 1775 par Gaspard Burman, d'origine hollandaise et ancien écuyer de Louis XV, qui fait profondément transformer l'ensemble par un architecte resté anonyme. Celui-ci s'inspire de la villa Barbaro, à Maser, œuvre d'Andrea Palladio, dont il adapte librement les trois avant-corps à fronton en leur donnant une forme typiquement hollandaise.
Au XIXe siècle, le domaine est acquis par André Robert, négociant à Marseille, qui le lègue à sa fille, devenue Mme Casimir de Rham. En 1919, la petite-fille d'André Robert, Julie Rivier de Rham, reçoit en partage la propriété du château. Elle s'y installe en 1939 avec son mari, le peintre suisse Louis Rivier qui y établit son atelier jusqu'à sa mort en 1963.
Le château, ainsi que ses dépendances, sont inscrits comme biens culturels suisses d'importance nationale.